# Букачёвцы
Букачёвцы (укр. Букачівці) — посёлок в Ивано-Франковском районе Ивано-Франковской области Украины. Административный центр Букачёвской поселковой общины.

## История
В январе 1989 года численность населения составляла 1648 человек.
На 1 января 2013 года численность населения составляла 1366 человек.

## Известные уроженцы
- Огоновский, Александр Михайлович (1848—1891) — западноукраинский юрист, педагог, профессор права, политический и общественный деятель, галицкий народник.